# Yahya ibn Umar
Yahya ibn Umar, arabisch  يحيى بن عمر , DMG Yaḥyā b.ʿUmar (gest. März/April 1056), mit vollem Namen Abu Zakariyya Yahya ibn Umar ibn Talagagin ibn Turgut ibn Wartasin und der Suffixbezeichnung al-Lamtuni al-Sanhadschi, war von 1040 bis 1056 Anführer des Berberstammes der Lamtuna und ab 1046 erster Emir der Almoraviden.

## Genealogie
Über die frühen Jahre Yahya ibn Umars ist nicht viel bekannt. Seine Mutter war eine Prinzessin der Dschudala. Chroniken verfolgen seinen Stammbaum zurück zum Lamtuna-Anführer Turgut ibn Wartasin (mit vollständigem Namen Yahya ibn Umar ibn Ibrahim (alias Talagagin) ibn Turgut ibn Wartasin al-Lamtuni). Seine Brüder waren Yannu ibn Umar, der Erbauer der Festung Ardschi (oder Arji) bei Azougui, und Abu Bakr ibn Umar, der zweite Emir der Almoraviden. Yahya hatte drei Söhne, Ali ibn Yahya, der nach dem Tode seines Vaters von 1057 bis 1069 als Gouverneur in Sidschilmasa eingesetzt war, Muhammad ibn Yahya und Isa ibn Yahya.

## Lebensweg
Im Jahr 1035 entschied sich Yahya ibn Umar, seinen Stamm, der dem Bund von Sanhādscha angehörte, zum Islam zu bekehren. Er verbündete sich zu diesem Zweck mit Abdallah ibn Yasin, einem strenggläubigen Berber. Beide begründeten miteinander im Jahr 1040 die Bewegung der Almoraviden. Nach dem Tod von Yahya ibn Ibrahim, dem Anführer des benachbarten Stammes der Dschudala, wurde Yahya noch im selben Jahr wider Erwarten zum Chef der Sanhadscha-Konföderation gewählt. Im Jahr 1046 übernahm er dann die militärische Führung der Almoraviden und wurde zu ihrem ersten Emir ernannt. Laut al-Qādī ʿIyād war Yahya der erste, der den Titel Emir (amīr al-muʾminīn) trug, welcher dann bei späteren Almoravidenherrschern üblich wurde.
Die ursprüngliche Zielsetzung der Almoraviden war es, sämtliche Sanhadscha zum Islam malikitischer Prägung zu bekehren und die bereits seit dem 7. Jahrhundert nur oberflächlich konvertierten Berber einer strengen Läuterung ihres Glaubens zu unterziehen. Nach Bekehrung der kriegerischen Dschudala konnte Yahya ab 1050 die Sanhadscha-Berbergruppen der Westsahara wie beispielsweise die Massufa und die Banu Warith um sich scharen und die politische Einheit der Sanhadscha unter einem religiösen Ziel wiederherstellen.
Nach mehreren Scharmützeln mit Verbündeten der Zanata gelang es Yahya und seinen Wüstenkriegern, im Jahr 1053 (oder 1054) das von den Zanata (Magrawa) beherrschte Sidschilmasa im Süden Marokkos zu erobern. Ein Jahr später konnte er auch Aoudaghast einnehmen, das von den Zanata als Statthalter des Reiches von Ghana gehalten wurde.
Während eines Feldzugs zur Unterwerfung der Zanata in Sidschilmasa, die zwischenzeitlich erneut die Macht ergriffen hatten, meuterten die Dschudala. Yahya sah sich deshalb gezwungen, seine Streitkräfte zweizuteilen. Er beauftragte seinen Bruder Abu Bakr, Sidschilmasa in Schach zu halten, während er in Richtung mauretanischer Atlantikküste zog, um die Dschudala notfalls mit Gewalt ins Bündnis zurückzuholen. Als er die Festung Ardschi in Zentralmauretanien erreicht hatte, wurde ihm bewusst, dass er dem geplanten Unterfangen allein nicht gewachsen war. Er schickte daher Sendboten zu seinem neuen Verbündeten, dem König War Jabi von Takrur im Senegal und bat um Unterstützung. Aber noch ehe dessen Hilfstruppen, angeführt von seinem Sohn Labi, eintreffen konnten, ergriffen die Dschudala die Initiative und belagerten Yahya ibn Umar in den Bergen des Adrar. So kam es schließlich im März/April des Jahres 1056 bei Azougui zur Schlacht von Tabfarilla, in der die zahlenmäßig hoch unterlegenen Almoraviden ihre erste große Niederlage erlitten und Yahya den Tod fand.

## Ausblick
Yahyas kurze Karriere als erster Emir der Almoraviden fand ein vorzeitiges Ende. Nach seinem Tod ernannte Abdallah ibn Yasin, der spirituelle Führer der Almoraviden, Yahya's Bruder Abu Bakr zum neuen Emir. Unter Abu Bakr sollten die Almoraviden Sidschilmasa zurückerobern, in den 1070ern ganz Marokko unter ihren Einfluss bringen und in den 1080ern das restliche Reich von Ghana zerschlagen.